# Februar 1995
Portal Geschichte | Portal Biografien | Aktuelle Ereignisse | Jahreskalender | Tagesartikel

◄ |
19. Jahrhundert |
20. Jahrhundert
| 21. Jahrhundert

◄ |
1960er |
1970er |
1980er |
1990er
| 2000er | 2010er | 2020er | ►

◄ |
1991 |
1992 |
1993 |
1994 |
1995
| 1996 | 1997 | 1998 | 1999 | ►

◄ |
November 1994 |
Dezember 1994 |
Januar 1995 |
Februar 1995 |
März 1995 |
April 1995 |
Mai 1995 |
►
Dieser Artikel behandelt aktuelle Nachrichten und Ereignisse im Februar 1995.

## Tagesgeschehen

### Mittwoch, 1. Februar 1995
- Frankfurt am Main/Deutschland: Die Deutsche Bahn AG vertreibt von heute an die Tageskarte Schönes-Wochenende-Ticket mit 48 Stunden Gültigkeit an Wochenenden, d. h. von Samstag 0.00 Uhr bis Montag 0.00 Uhr. Es ist faktisch nicht persongebunden und berechtigt Gruppen zu Fahrten in Eilzügen und weiteren regional verkehrenden Zuggattungen. Für das Ticket verlangt die Deutsche Bahn pauschal 15 D-Mark à fünf Personen oder 120 D-Mark à 50 Personen oder 160 D-Mark à 100 Personen.[1][2]
- Washington, D.C./Vereinigte Staaten: Der Internationale Währungsfonds gewährt Mexiko einen Beistandskredit in Höhe von 17,8 Milliarden US-Dollar zur Überwindung der so genannten „Tequila-Krise“, nachdem die Vereinigten Staaten dem Land gestern einen Kredit etwa des gleichen Volumens einräumten. Seit Monaten ist Mexiko von politischer Gewalt und Kapitalflucht geprägt und gab in der Folge die Fixierung des Wechselkurses zwischen den Währungen Peso und US-Dollar auf.[3][4]

### Samstag, 4. Februar 1995
- Oberwart/Österreich: Eine versteckte Sprengladung an einem Schild mit der Aufschrift „Roma zurück nach Indien“ tötet beim Versuch, das Schild zu entfernen, vier Angehörige der burgenländischen Roma-Gemeinde. Damit setzt sich in Österreich eine seit 1993 andauernde Serie von rassistisch und völkisch motivierten Anschlägen fort, deren Hintergrund nach wie vor nicht erkennbar ist.[5]

### Dienstag, 7. Februar 1995
- Islamabad/Pakistan: Der US-Nachrichtendienst FBI nimmt den kuwaitischen Staatsbürger Ramzi Ahmed Yousef in einem Gästehaus des staatenlosen Sohns eines saudi-arabischen Bauunternehmers Osama bin Laden fest. Yousef ist mitverantwortlich für den Bombenanschlag auf das World Trade Center in New York, USA, 1993 und plante nach Informationen des FBI gemeinsam mit dem Afghanen Wali Khan Amin Shah weitere Anschläge. Als ermittelte Ziele gelten Verkehrsflugzeuge, Papst Johannes Paul II. und das Hauptquartier des amerikanischen Nachrichtendiensts CIA in Langley, USA.[6]

### Mittwoch, 8. Februar 1995
- Berlin/Deutschland: Uschi Glas wird als beste deutsche Schauspielerin des vergangenen Jahres mit der Goldenen Kamera ausgezeichnet.[7]

### Donnerstag, 9. Februar 1995
- Berlin/Deutschland: Die 45. Internationalen Filmfestspiele Berlin werden mit dem Film Das Versprechen der Regisseurin Margarethe von Trotta eröffnet.[8]

### Freitag, 10. Februar 1995
- Wien/Österreich: Die Beteiligung der Republik Österreich an der Partnerschaft für den Frieden tritt in Kraft. Die Partnerschaft dient der Zusammenarbeit des Militärbündnisses NATO mit Nicht-Mitgliedern und beendet nach Auffassung weiter Teile von Politik und Medien die im Oktober 1955 beschlossene Österreichische Neutralität. Bundeskanzler Franz Vranitzky erklärt, dass weder eine NATO-Mitgliedschaft angestrebt werde noch das Neutralitätsgebot gefährdet sei.[9]
- Shenzhen/China: Der Chemiker Wang Chuanfu gründet die BYD Company mit dem Ziel, neuartige wiederaufladbare Batterien zu produzieren.[10][11]
- Straßburg/Frankreich: Lettland tritt als 34. Mitgliedstaat dem Europarat bei.[12]

### Dienstag, 14. Februar 1995
- München/Deutschland: Bei der 4. Verleihung des Musikpreises Echo wird die DJane Marusha in der Kategorie „Künstlerin des Jahres national“ ausgezeichnet.[13]

### Sonntag, 19. Februar 1995

Enge Verhältnisse im hessischen Landtag

- Wiesbaden/Deutschland: Bei der Landtagswahl in Hessen bleibt der Stimmenanteil der beiden Regierungsparteien SPD und Bündnis 90/Die Grünen gegenüber 1991 in der Summe stabil. Ministerpräsident Hans Eichel (SPD) muss mit 38,0 % allerdings das schlechteste Wahlergebnis seiner Partei bei Landtagswahlen in Hessen verantworten. Weniger Zuspruch erhielt die hessische SPD zuletzt bei der Wahl 1932.[14]

### Montag, 20. Februar 1995
- Berlin/Deutschland: Die Jury der 45. Internationalen Filmfestspiele Berlin zeichnet den Film Der Lockvogel des französischen Regisseurs Bertrand Tavernier als besten Beitrag des Festivals mit dem Goldenen Bären aus.[15]

### Dienstag, 21. Februar 1995
- Mendham/Kanada: Der Milliardär Steve Fossett landet mit seinem Heißluftballon in der Provinz Saskatchewan und beendet damit erfolgreich den ersten Solo-Flug der Luftfahrtgeschichte in einem Heißluftballon über den Pazifik. Der Abenteurer startete am 17. Februar in Südkorea.[16][17]

### Mittwoch, 22. Februar 1995
- Algier/Algerien: Im Serkadji-Gefängnis töten Sicherheitskräfte in einem Gebäudeflügel mindestens 95 Insassen, als sie einen Aufstand beenden. Nach Angaben der Nichtregierungsorganisation Amnesty International kommen bei dem Vorstoß auch fünf Gefängniswärter ums Leben.[18][19]

### Donnerstag, 23. Februar 1995
- New York/Vereinigte Staaten: Der Aktienindex Dow Jones Industrial Average notiert zum Ende des Handelstags bei circa 4.003 Indexpunkten. Zum ersten Mal seit seiner Einführung liegt damit sein Tageswert über der Marke von 4.000 Punkten.[20]

### Sonntag, 26. Februar 1995
- London/Vereinigtes Königreich: Die Investmentbank Barings Bank wird für insolvent erklärt, weil sie Verluste in Höhe von circa 1,4 Milliarden US-Dollar durch fehlgeschlagene Spekulationen ihres Chefhändlers in Singapur Nicholas Leeson nicht auffangen kann. Leeson befindet sich auf der Flucht.[21]

### Dienstag, 28. Februar 1995
- Brüssel/Belgien: Mit dem heutigen Tag endet in Belgien die im Jahr 1909 eingeführte Wehrpflicht.[22]